# Landesregierung Maurer II
Die Landesregierung Maurer II bildete die Niederösterreichische Landesregierung während der IX. Gesetzgebungsperiode vom 19. Oktober 1969 bis zum 11. Juli 1974. Sie folgte der Landesregierung Maurer I nach. Nach der Landtagswahl vom 19. Oktober 1974 stellte die Österreichische Volkspartei (ÖVP) erneut vier Regierungsmitglieder, die Sozialdemokratische Partei Österreichs (SPÖ) stellte 3 Regierungsmitglieder. Zum einzigen Wechsel innerhalb der Regierung kam es nach der Wahl von Otto Rösch in die Bundesregierung. Er wurde am 8. Mai 1970 von Anna Körner abgelöst.

## Regierungsmitglieder
| Amt                                                     | Name              | Partei | Ressorts |
| ------------------------------------------------------- | ----------------- | ------ | -------- |
| Landeshauptmann                                         | Andreas Maurer    | ÖVP    |          |
| Landeshauptmannstellvertreter                           | Siegfried Ludwig  | ÖVP    |          |
| Landeshauptmannstellvertreter                           | Hans Czettel      | SPÖ    |          |
| Landesrat                                               | Matthias Bierbaum | ÖVP    |          |
| Landesrat                                               | Karl Schneider    | ÖVP    |          |
| Landesrätin ab 8. Mai 1970                              | Anna Körner       | SPÖ    |          |
| Landesrat                                               | Leopold Grünzweig | SPÖ    |          |
| Vorzeitig ausgeschiedene Mitglieder der Landesregierung |                   |        |          |
| Landesrat bis 8. Mai 1970                               | Otto Rösch        | SPÖ    |          |